# Oxycilla mecyanalis
Oxycilla mecyanalis är en fjärilsart som beskrevs av Druce 1898. Oxycilla mecyanalis ingår i släktet Oxycilla och familjen nattflyn. Inga underarter finns listade i Catalogue of Life.